# Kamandalu

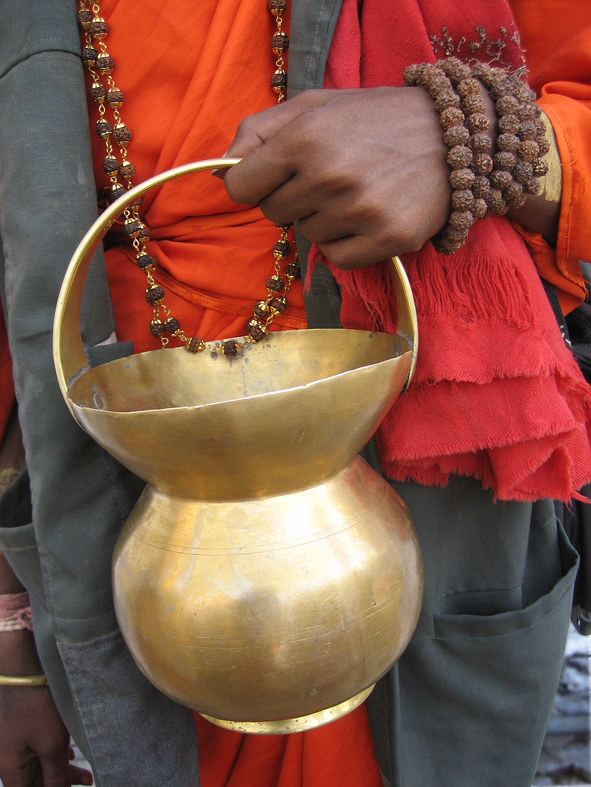
Un kamandalou en métal, porté par un sadhu.

Kamandalu (IAST : kamaṇḍalu) est le nom sanskrit du pot à eau, souvent à bec verseur, utilisé par les chercheurs spirituels en Inde. Brahma, un des dieux de la Trimurti, porte ce pot.

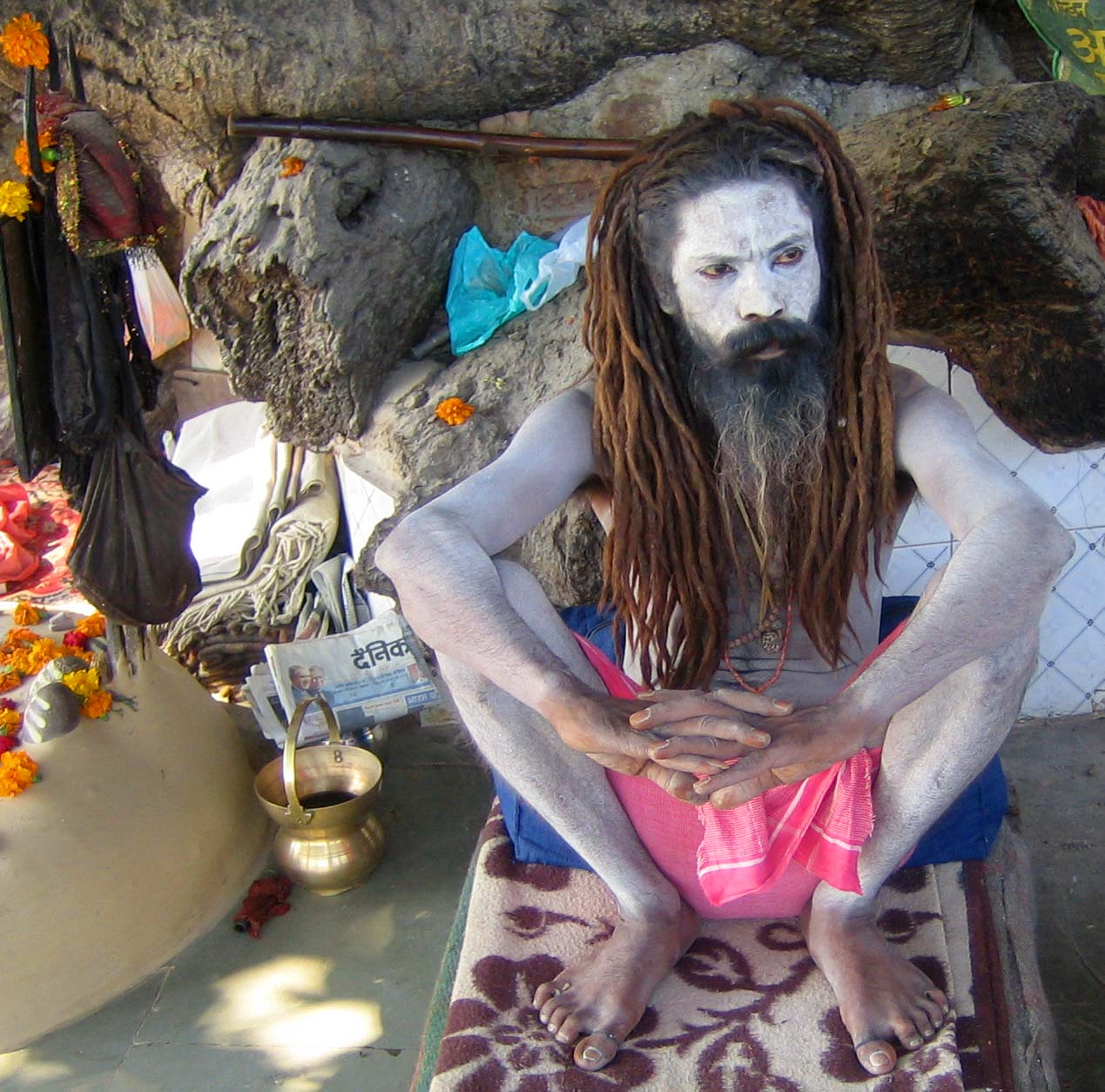
Un sadhu (ascète hindou) avec un kamandalu à sa droite

Il représente l'homme qui a atteint l'état de renoncement dénommé uparati.
Il est par la-même le symbole du sannyasin, la personne qui place son esprit au-dessus des passions du monde et cherche la méditation et la concentration profonde. C'est le pot de l'ascète, le pot du sadhu.

## Sources
- The symbolism of hindu gods and rituals de Swami Parthasarathy, éditions: Vedanta Life Institute